# Mohnia
Mohnia is een geslacht van weekdieren uit de klasse van de Gastropoda (slakken).

## Soorten
- Mohnia abyssorum (P. Fischer, 1884)
- Mohnia blakei (A. E. Verrill, 1885)
- Mohnia carolinensis (Verrill, 1884)
- Mohnia danielsseni (Friele, 1879)
- Mohnia krampi (Thorson, 1951)
- Mohnia kurilana Dall, 1913
- Mohnia mohni (Friele, 1877)
- Mohnia parva (Verrill & S. Smith [in Verrill], 1882)
- Mohnia simplex (Verrill, 1884)